# Дешулан
Дешулан — село в Улётовском районе Забайкальского края России в составе сельского поселения «Николаевское».

## География
Село находится в центральной части района на левом берегу реки Ингода, в устье реки Дешулан на расстоянии примерно 63 километра (по прямой) к юго-западу от села Улёты. 

## Климат
Климат характеризуется как резко континентальный с продолжительной холодной малоснежной зимой, тёплым летом и большими перепадами сезонных и суточных температур. Среднегодовая температура воздуха составляет 1,5 — 2 °С. Средняя многолетняя температура самого холодного месяца (января) составляет −24 — −22 °С (абсолютный минимум — −44 °С), температура самого тёплого (июля) — 14 — 16 °С (абсолютный максимум — 38 °С). Среднегодовое количество осадков — 300—500 мм.
Часовой пояс
Село Дешулан находится в часовой зоне МСК+6. Смещение применяемого времени относительно UTC составляет +9:00.

## История
Поселение основано в 1868 году семейскими, переселившимися с реки Чикой..

## Население
Постоянное население села составляло в 2002 году 323 человек (99% русские), в 2010 249 человек .

## Инфраструктура
В селе функционируют основная школа, клуб и фельдшерский пункт.